# یواس‌اس اسکای‌واچر (ای‌جی‌آر-۳)
یواس‌اس اسکای‌واچر (ای‌جی‌آر-۳) (به انگلیسی: USS Skywatcher (AGR-3)) یک کشتی بود که طول آن 441' بود. این کشتی در سال ۱۹۴۵ ساخته شد.